# Прелог
Прелог (мађ. Perlak) је град у Хрватској у Међимурској жупанији. Према попису из 2011. Прелог је имао 7.815 становника. До нове територијалне организације у Хрватској подручје Прелога налазило се у саставу велике предратне општине Чаковец.

## Историја
Име Прелога први се пут у писаном облику спомиње 1264. године, у повељи бана Роланда од Ратолда. У спомен на то прво спомињање имена, Преложани сваке године 6. децембра обележавају Дан града.
Прелог највећи део свога дохотка остварује од индустрије (преко 50 посто), трговине и угоститељства (23 посто), пољопривреде (18 посто), и других дјелатности.
На подручју Града ради низ државних, управних и других установа и канцеларија, Општински и Прекршајни суд, школе, културна, спортска и ватрогасна друштва, полицијска станица ... Град се стално шири и развија. На туристичком плану Прелог се веже уз ријеку Драву.

## Становништво
На попису становништва 2011. године, град Прелог је имао 7.815 становника, од чега у самом Прелогу 4.324.

### Попис1991.
На попису становништва 1991. године, насељено место Прелог је имало 4.274 становника, следећег националног састава:
| Попис 1991.‍   | Попис 1991.‍  | Попис 1991.‍ | Попис 1991.‍ | Попис 1991.‍ |
| ------------- | ------------ | ----------- | ----------- | ----------- |
|               |              |             |             |             |
| Хрвати        | Хрвати       |             | 4.174       | 97,66%      |
| Срби          | Срби         |             | 20          | 0,46%       |
| Албанци       | Албанци      |             | 17          | 0,39%       |
| Југословени   | Југословени  |             | 14          | 0,32%       |
| Словенци      | Словенци     |             | 9           | 0,21%       |
| Муслимани     | Муслимани    |             | 4           | 0,09%       |
| Црногорци     | Црногорци    |             | 2           | 0,04%       |
| Украјинци     | Украјинци    |             | 1           | 0,02%       |
| неопредељени  | неопредељени |             | 10          | 0,23%       |
| регион. опр.  | регион. опр. |             | 8           | 0,18%       |
| непознато     | непознато    |             | 15          | 0,35%       |
| укупно: 4.274 |              |             |             |             |